# Lista celor mai lungi tuneluri de cale ferată
Această pagină prezintă o listă cu cele mai lungi tuneluri de cale ferată din lume, cu excepția tunelurilor de metrou.

## Cele mai lungi tunele de cale ferată în uz
| Nume                                    | Localizare                                | Lungime în km                    | Anul finalizării | Linie                                                                         |
| --------------------------------------- | ----------------------------------------- | -------------------------------- | ---------------- | ----------------------------------------------------------------------------- |
| Tunelul de bază Gotthard                | Elveția (Alpi)                            | 57,104 km 57,017 km, 2 tuburi    | 2016             | Gotthardbahn Lucerna/Zürich-Milano                                            |
| Tunelul Seikan                          | Japonia (Strâmtoarea Tsugaru)             | 53,85 km                         | 1988             | Linia Kaikyo (Hokkaidō Shinkansen)                                            |
| Tunelul Canalului Mânecii               | Franța/Regatul Unit (Canalul Mânecii)     | 50,45 km                         | 1994             | Tunelul Canalului Mânecii                                                     |
| Tunelul de bază Lötschberg              | Elveția (Alpii Bernezi)                   | 34,576 km 27,2 km, 2 tuburi      | 2007             | Lötschberg-Basistunnel Brig - Thun (- Berna - Basel)                          |
| Tunelul New Guanjiao                    | China (Qinghai)                           | 32,645 km, 2 tuburi              | 2014             | Calea ferată Qinghai–Tibet                                                    |
| Tunelul Guadarrama                      | Spania (Sierra de Guadarrama)             | 28,418 km & 28,407 km, 2 tuburi  | 2007             | LAV Madrid - Valladolid                                                       |
| Tunelul Taihang                         | China (Shanxi)                            | 27,848 km & 27,839 km, 2 tuburi  | 2007             | Calea ferată de mare viteză Shijiazhuang–Taiyuan                              |
| Tunelul Hakkōda                         | Japonia (Munții Hakkōda)                  | 26,445 km                        | 2010             | Tōhoku Shinkansen                                                             |
| Tunelul Iwate-Ichinohe                  | Japonia (Munții Ōu)                       | 25,810 km                        | 2002             | Tōhoku Shinkansen                                                             |
| Tunelul de bază Pajares                 | Spania                                    | 24,6 km                          | 2023             | AVE León-Asturias                                                             |
| Lainzer/Wienerwaldtunnel                | Austria (Viena)                           | 23,844 km, parțial 2 tuburi      | 2012             | Westbahn                                                                      |
| Tunelul South Lüliangshan (zh)          | China (Shanxi)                            | 23,470 km & 23,440 km, 2 tuburi  | 2014             | Calea ferată Shanxi Central-Sud                                               |
| Tunelul Mijlociu Tianshan (zh)          | China (Xinjiang)                          | 22,467 km & 22,449 km, 2 tuburi  | 2014             | Calea ferată Turpan-Kuqa County                                               |
| Tunelul de cale ferată Iiyama           | Japonia (Iiyama)                          | 22,251 km                        | 2015             | Hokuriku Shinkansen                                                           |
| Tunelul Daishimizu                      | Japonia (Muntele Tanigawa)                | 22,2 km                          | 1982             | Jōetsu Shinkansen                                                             |
| Calea ferată Tunelul Qingyunshan Tunnel | China (Fujian)                            | 22,175 km & 21,843 km, 2 tuburi  | 2013             | Calea ferată Xiangtang–Putian                                                 |
| Tunelul Yanshan (zh)                    | China (Hebei)                             | 21,154 km                        | 2014             | Calea ferată Zhangjiakou–Tangshan                                             |
| Tunelul Wushaoling                      | China (Gansu)                             | 21,060 km & 21,050 km, 2 tuburi  | 2006             | Calea ferată Lanzhou - Ürümqi                                                 |
| Tunelul Lüliangshan                     | China (Shanxi)                            | 20,785 km & 20,734 km, 2 tuburi  | 2011             | Calea ferată Taiyuan-Zhongwei-Yinchuan                                        |
| Tunelul Geumjeong Tunnel                | Coreea de Sud (Busan)                     | 20,3 km                          | 2010             | Calea ferată de mare viteză Gyeongbu                                          |
| Tunelul Simplon                         | Italia/Elveția (Alpii Lepontini)          | 19,8 km, 2 tuburi                | 1906/1922        | Geneva/Basel - Brig - Novara/Milano                                           |
| Vereina                                 | Elveția (Silvretta)                       | 19,1 km                          | 1999             | (Chur-)Klosters - Saglians                                                    |
| Shin Kanmon                             | Japonia (Strâmtoarea Kanmon)              | 18,7 km                          | 1975             | Sanyō Shinkansen                                                              |
| Vaglia                                  | Italia (Apenini, între Toscana și Emilia) | 18,7 km                          | 2009             | Calea ferată de mare viteză Bologna–Florența                                  |
| Tunelul Apennine                        | Italia (Apenini)                          | 18,5 km                          | 1934             | Bologna–Florența                                                              |
| Tunelul Qinling (zh)                    | China (Shaanxi)                           | 18,460 km & 18,456 km, 2 tuburi  | 2002/2005        | Calea ferată Xi'an–Ankang                                                     |
| Tunelul Taihangshan                     | China (Shanxi)                            | 18,125 km & 18,108 km, 2 tuburi  | 2014             | Calea ferată Shanxi Central-Sud                                               |
| Tunelul Xuefengshan                     | China (Fujian)                            | 17,892 km                        | 2013             | Calea ferată Xiangtang–Putian                                                 |
| Tunelul de cale ferată Gaoganshan       | China (Fujian)                            | 17,612 km                        | 2013             | Calea ferată Xiangtang–Putian                                                 |
| Tunelul Yongshouliang                   | China (Shaanxi)                           | 17,161 km & 17,155 km, 2 tuburi  | 2013             | Calea ferată Xi'an-Pingliang                                                  |
| Tunelul Liupanshan                      | China (Gansu)                             | 16,719 km                        | 2015             | Calea ferată Tianshui-Pingliang                                               |
| Rokkô                                   | Japonia (Muntele Rokkô)                   | 16,3 km                          | 1972             | Sanyō Shinkansen                                                              |
| Tunelul Solan                           | Coreea de Sud (Taebaek)                   | 16,2 km                          | 2012             | Linia Yeongdong                                                               |
| Tunelul Taiyueshan                      | China (Shanxi)                            | 16,194 km                        | 2014             | Calea ferată Shanxi Central-South                                             |
| Münsterer                               | Austria                                   | 15,99 km                         | 2012             | Neue Unterinntalbahn                                                          |
| Tunelul Dabanshan                       | China (Qinghai)                           | 15,918 km                        | 2014             | Calea ferată de mare viteză Lanzhou–Ürümqi                                    |
| Tunelul Xiangshan                       | China (Fujian)                            | 15,917 km & 15,898 km, 2 tuburi  | 2012             | Calea ferată Longyan–Xiamen                                                   |
| Tunelul Erqingshan                      | China (Shanxi)                            | 15,851 km                        | 2014             | Calea ferată Taiyuan-Xingxian                                                 |
| Terfner                                 | Austria                                   | 15,84 km                         | 2012             | Neue Unterinntalbahn                                                          |
| Tunelul Daiyunshan                      | China (Fujian)                            | 15,623 km & 15,605 km, 2 tuburi  | 2013             | Calea ferată Xiangtang–Putian                                                 |
| Tunelul de bază Furka                   | Elveția (Alpii Urner)                     | 15,4 km                          | 1982             | Andermatt - Brig                                                              |
| Haruna                                  | Japonia (Prefectura Gunma)                | 15,4 km                          | 1982             | Jōetsu Shinkansen                                                             |
| Firenzuola                              | Italia (Apenini, între Toscana și Emilia) | 15,3 km                          | 2009             | Calea ferată de mare viteză Bologna–Florența                                  |
| Severomuiski                            | Rusia (Masivul Severomuiski)              | 15,3 km                          | 2001             | Linia principală Baikal Amur                                                  |
| Gorigamine                              | Japonia (Munții Akaishi)                  | 15,2 km                          | 1997             | Nagano Shinkansen (Hokuriku Shinkansen)                                       |
| Tunelul Liulangshan                     | China (Shanxi)                            | 15,175 km                        | 2012             | Calea ferată Zhungeer-Shuozhou                                                |
| Monte Santomarco                        | Italia (Munții Sila)                      | 15,0 km                          | 1987             | Paola - Cosenza                                                               |
| Tunelul de cale ferată Gotthard         | Elveția (Alpii Lepontini)                 | 15,0 km                          | 1882             | Gotthardbahn Lucerna/Zürich - Lugano - Milano                                 |
| Tunelul Maotianshan                     | China (Shaanxi)                           | 14,915 km                        | 2011             | Calea ferată Baotou-Xi'an                                                     |
| Nakayama                                | Japonia (Trecătoarea Nakayama)            | 14,9 km                          | 1982             | Jōetsu Shinkansen                                                             |
| El Sargento #4                          | Peru                                      | 14,724 km                        | 1975             | Tacna-Moquegua                                                                |
| Tunelul Mount Macdonald                 | Canada (Trecătoarea Rogers)               | 14,7 km                          | 1989             | Calgary - Revelstoke                                                          |
| Tunelul Yanshan                         | China (Guizhou)                           | 14,695 km                        | 2014             | Calea ferată de mare viteză Guiyang-Guangzhou                                 |
| Tunelul Wuyishan                        | China (Fujian)                            | 14,659 km                        | 2013             | Calea ferată Xiangtang–Putian                                                 |
| Tunelul Lötschberg                      | Elveția (Alpii Bernezi)                   | 14,6 km                          | 1913             | Lötschbergtunnel Brig - Thun (- Bern - Basel) de la Kandersteg la Goppenstein |
| Romeriksporten                          | Norvegia (Østmarka)                       | 14,6 km                          | 1999             | Gardermobanen                                                                 |
| Tunelul Sandu                           | China (Guizhou)                           | 14,598 km                        | 2014             | Calea ferată de mare viteză Guiyang-Guangzhou                                 |
| Tunelul Fajiushan                       | China (Shanxi)                            | 14,573 km                        | 2014             | Calea ferată Shanxi Central-Sud                                               |
| Tunelul Dayaoshan (zh)                  | China (Guangdong)                         | 14,295 km                        | 1987             | Calea ferată Beijing - Guangzhou                                              |
| Tunelul Jinguashan                      | China (Fujian)                            | 14,097 km                        | 2013             | Calea ferată Xiangtang–Putian                                                 |
| Tunelul Yanmengguan                     | China (Shanxi)                            | 14,085 km                        | 2014             | Noua linie de cale ferată North Datong-Puzhouzhen                             |
| Tunelul Tianpingshan                    | China (Guangxi)                           | 14,012 km                        | 2014             | Calea ferată de mare viteză Guiyang-Guangzhou                                 |
| Hokuriku                                | Japonia (Muntele Kinome)                  | 13,9 km                          | 1962             | Linia principală Hokuriku                                                     |
| Tunelul Yesanguan                       | China (Hubei)                             | 13,838 km & 13,7961 km, 2 tuburi | 2009             | Calea ferată Yichang-Wanzhou                                                  |
| Tunelul nordic Tianshan                 | China (Xinjiang)                          | 13,61 km                         | 2009             | Calea ferată Jinhe-Yining-Huo Erguosi                                         |
| Tunelul Marmaray                        | Turcia (Istanbul)                         | 13,6 km                          | 2013             | Marmaray                                                                      |
| Fréjus                                  | Italia/Franța (Mont Cenis)                | 13,5 km                          | 1871             | Lyon - Torino                                                                 |
| Legătura dintre Epping și Chatswood     | Australia (Sydney)                        | 13,5 km                          | 2009             | Epping - Chatswood                                                            |
| Tunelul Shin-Shimizu                    | Japonia (Muntele Tanigawa)                | 13,5 km                          | 1967             | Linia Jōetsu                                                                  |
| Hex River                               | Africa de Sud (Trecătoarea Hex River)     | 13,5 km                          | 1989             | Pretoria - Cape Town                                                          |
| Tunelul Savio Rail                      | Finlanda (Uusimaa)                        | 13,5 km                          | 2008             | Kerava - Vuosaari                                                             |
| Tunelul Wanshoushan                     | China (Chongqing)                         | 13,468 km                        | 2013             | Calea ferată Chongqing-Lichuan                                                |
| Tunelul Wonhyo                          | Coreea de Sud (Ulsan)                     | 13,3 km                          | 2010             | Calea ferată de mare viteză Gyeongbu                                          |
| Tunelul Changhongling                   | China (Chongqing)                         | 13,294 km                        | 2013             | Calea ferată Chongqing-Lichuan                                                |
| Tunelul Dabieshan                       | China (Hubei)                             | 13,256 km                        | 2008             | Calea ferată de mare viteză Hefei-Wuhan                                       |
| Schlern/Sciliar                         | Italia (Tirolul de Sud)                   | 13,2 km                          | 1993             | Calea ferată Brenner                                                          |
| Tunelul Xiuning                         | China (Yunnan)                            | 13,187 km                        | 2013             | Calea ferată Guangtong–Kunming                                                |
| Caponero-Capoverde                      | Italia                                    | 13,1 km                          | 2001             | Genova-Ventimiglia                                                            |
| Tunelul Xiapu                           | China (Fujian)                            | 13,099 km                        | 2009             | Calea ferată Wenzhou-Fuzhou                                                   |
| Aki                                     | Japonia                                   | 13,0 km                          | 1975             | Sanyo Shinkansen, Japonia                                                     |

## Cele mai lungi tunele de cale ferată în construcție
| Name                         | Location                                             | Length                          | Expected completion | Line                                                                                          |
| ---------------------------- | ---------------------------------------------------- | ------------------------------- | ------------------- | --------------------------------------------------------------------------------------------- |
| Tunelul de bază Mont d'Ambin | Franța/Italia (Alpii Cotici)                         | 57 km                           | 2020–2023           | Linia Lyon Torino                                                                             |
| Tunelul de bază Brenner      | Austria/Italia (Alpii Stubai)                        | 55 km                           | 2024-2025           | Calea ferată Brenner                                                                          |
| Tunelul Songshan Lake        | China (Dongguan)                                     | 38,813 km                       | 2016                | Calea ferată Intercity Dongguan–Huizhou                                                       |
| Tunelul Gaoligongshan        | China (Yunnan)                                       | 34,531 km                       | 2016                | Calea ferată Dali-Ruili                                                                       |
| Tunelul Koralm               | Austria (Koralpe)                                    | 32,9 km                         | 2025                | Calea ferată Koralm                                                                           |
| Tunelul Ping'an              | China (Sichuan)                                      | 28,398 km & 28,236 km, 2 tuburi | 2017                | Calea ferată Chengdu–Lanzhou                                                                  |
| Tunelul West Qinling         | China (Gansu)                                        | 28,236 km & 28,236 km, 2 tuburi | 2016                | Calea ferată Qinghai–Tibet                                                                    |
| Tunelul de bază Semmering    | Austria (Raxalpe)                                    | 27,3 km                         | 2025                | Calea ferată de Sud                                                                           |
| XRL                          | Hong Kong (Noile Teritorii, Noul Kowloon și Kowloon) | 26 km                           | 2018                | Legătura feroviară expres Guangzhou-Shenzhen-Hong Kong (mai sunt încă 4 km în partea chineză) |
| Tunelul Musil                | Coreea de Sud (Wonju)                                | 25,1 km                         | 2018                | Linia Jungang                                                                                 |
| Tunelul Minshan              | China (Sichuan)                                      | 25,047 km                       | 2017                | Calea ferată Chengdu–Lanzhou                                                                  |
| Tunelul Dangjinshan          | China (Gansu)                                        | 20,14 km                        | 2017                | Calea ferată Golmud–Dunhuang                                                                  |
| Tunelul Qamchiq              | Uzbekistan (Namangan)                                | 19,2 km                         | 2016                | Calea ferată Angren-Pop                                                                       |
| Tunelul Muzhailing           | China (Gansu)                                        | 19,068 km & 19,05 km, 2 tuburi  | 2016                | Calea ferată Chongqing–Lanzhou                                                                |
| Tunelul Shilin               | China (Yunnan)                                       | 18,208 km                       | 2016                | Calea ferată Kunming-Nanning                                                                  |
| Tunelul Yinpanshan           | China (Yunnan-Sichuan)                               | 17,925 km                       | 2019                | Calea ferată Chengdu–Kunming                                                                  |
| Tunelul Xiuling              | China (Yunnan)                                       | 17,623 km                       | 2017                | Calea ferată Dali–Ruili                                                                       |
| Tunelul Hadapu               | China (Gansu)                                        | 16,6 km & 16,59 km, 2 tuburi    | 2016                | Calea ferată Lanzhou-Chongqing                                                                |
| Tunelul Tianhuashan          | China (Shaanxi)                                      | 15,9886 km                      | 2017                | Calea ferată de mare viteză Xi'an-Chengdu                                                     |
| Tunelul Heishan              | China (Gansu)                                        | 15,764 km, 2 tuburi             | 2016                | Calea ferată Lanzhou-Chongqing                                                                |
| Tunelul Guanshan             | China (Gansu)                                        | 15,634 km                       | 2015                | Calea ferată Tianshui–Pingliang                                                               |
| Tunelul de bază Ceneri       | Elveția (Lugano)                                     | 15,4 km                         | 2019                | noul Gotthard                                                                                 |
| Tunelul Laoanshan            | China (Shaanxi)                                      | 15,161 km                       | 2017                | Calea ferată de mare viteză Xi'an-Chengdu                                                     |
| Tunelul Chicheng             | China (Hebei)                                        | 15,047 km                       | 2015                | Calea ferată Zhangjiakou-Tangshan                                                             |
| Sydney Metro Northwest       | Australia (Sydney)                                   | 15 km                           | 2019                | Sydney Metro Northwest                                                                        |
| Tunelul Shangzhang           | China (Gansu)                                        | 14,992 km                       | 2017                | Calea ferată Chengdu-Lanzhou                                                                  |
| Tunelul Zhujiashan           | China (Gansu)                                        | 14,949 km                       | 2017                | Calea ferată de mare viteză Baoji-Lanzhou                                                     |
| Tunelul Bibanpo              | China (Yunnan)                                       | 14,756 km                       | 2016                | Calea ferată de mare viteză Shanghai-Kunming                                                  |
| Tunelul Bijiashan            | China (Gansu)                                        | 14,751 km                       | 2017                | Calea ferată de mare viteză Baiji–Lanzhou                                                     |
| Tunelul Dapoling             | China (Yunnan)                                       | 14,728 km                       | 2017                | Calea ferată Dali-Ruili                                                                       |
| Tunelul Dazhushan            | China (Yunnan)                                       | 14,625 km                       | 2017                | Calea ferată Dali-Ruili                                                                       |
| Tunelul Hongshiyan           | China (Yunnan)                                       | 14,58 km                        | 2015                | Calea ferată Yunnan-Guangxi                                                                   |
| Tunelul Tianchiping          | China (Gansu)                                        | 14,528 km                       | 2016                | Calea ferată Lanzhou-Chongqing                                                                |
| Tunelul Dazhushan            | China (Yunnan)                                       | 14,484 km                       | 2016                | Calea ferată Dali–Ruili                                                                       |
| Tunelul Dapoling             | China (Yunnan)                                       | 14,465 km                       | 2016                | Calea ferată Dali–Ruili                                                                       |
| Tunelul Liutongzhai          | China (Sichuan)                                      | 14,214 km                       | 2017                | Calea ferată Chengdu–Lanzhou                                                                  |
| Tunelul Chaoyang             | China (Shaanxi)                                      | 14,167 km                       | 2017                | Calea ferată de mare viteză Xi'an–Chengdu                                                     |
| Tunelul Liulang              | China (Yunnan)                                       | 14,096 km                       | 2016                | Calea ferată Yunnan-Guangxi                                                                   |
| Tunelul Maijishan            | China (Gansu)                                        | 13,932 km                       | 2017                | Calea ferată de mare viteză Baoji–Lanzhou                                                     |
| Tunelul Tongmashan           | China (Guizhou)                                      | 13,929 km                       | 2014                | Calea ferată de mare viteză Guiyang-Guangzhou                                                 |
| Tunelul Tianping             | China (Guizhou-Chongqing)                            | 13,867 km                       | 2017                | Calea ferată Guiyang–Chongqing                                                                |
| Tunelul Pupeng I             | China (Yunnan)                                       | 13,795 km                       | 2016                | Calea ferată Guangtong–Dali                                                                   |
| Tunelul Meihuashan           | China (Fujian)                                       | 13,778 km                       | 2014                | Calea ferată Ganzhou–Longyan                                                                  |
| Tunelul Funing               | China (Fujian)                                       | 13,748 km                       | 2015                | Calea ferată Nanning–Kunming                                                                  |
| Tunelul Baofengshan          | China (Guangxi)                                      | 13,708 km                       | 2014                | Calea ferată de mare viteză Guiyang-Guangzhou                                                 |
| Tunelul Humaling             | China (Gansu)                                        | 13,611 km                       | 2015                | Calea ferată Lanzhou-Chongqing                                                                |
| Tunelul Jiaozishan           | China (Yunnan)                                       | 13,404 km                       | 2019                | Calea ferată Chengdu-Kunming                                                                  |
| Tunelul Shanyang             | China (Yunnan)                                       | 13,465 km                       | 2017                | Calea ferată Dali-Ruili                                                                       |
| Tunelul Tuoan                | China (Yunnan)                                       | 13,371 km                       | 2019                | Calea ferată Chengdu–Kunming                                                                  |
| Tunelul Baoshan              | China (Yunnan)                                       | 13,14 km                        | 2016                | Calea ferată Dali−Ruili                                                                       |